# Sakura Tsukagoshi
Sakura Tsukagoshi, (en japonès: 塚越 さくら, Chichibu, Prefectura de Saitama, 13 d'abril de 1991) és una ciclista japonesa, especialista en la pista. Ha participat en els Jocs Olímpics de Rio de 2016.

## Palmarès
- 2014
  -  Campiona del Japó en Persecució
  -  Campiona del Japó en Òmnium
- 2016
  -  Campiona del Japó en Persecució
  -  Campiona del Japó en 500 metres